# Knut Liestøl

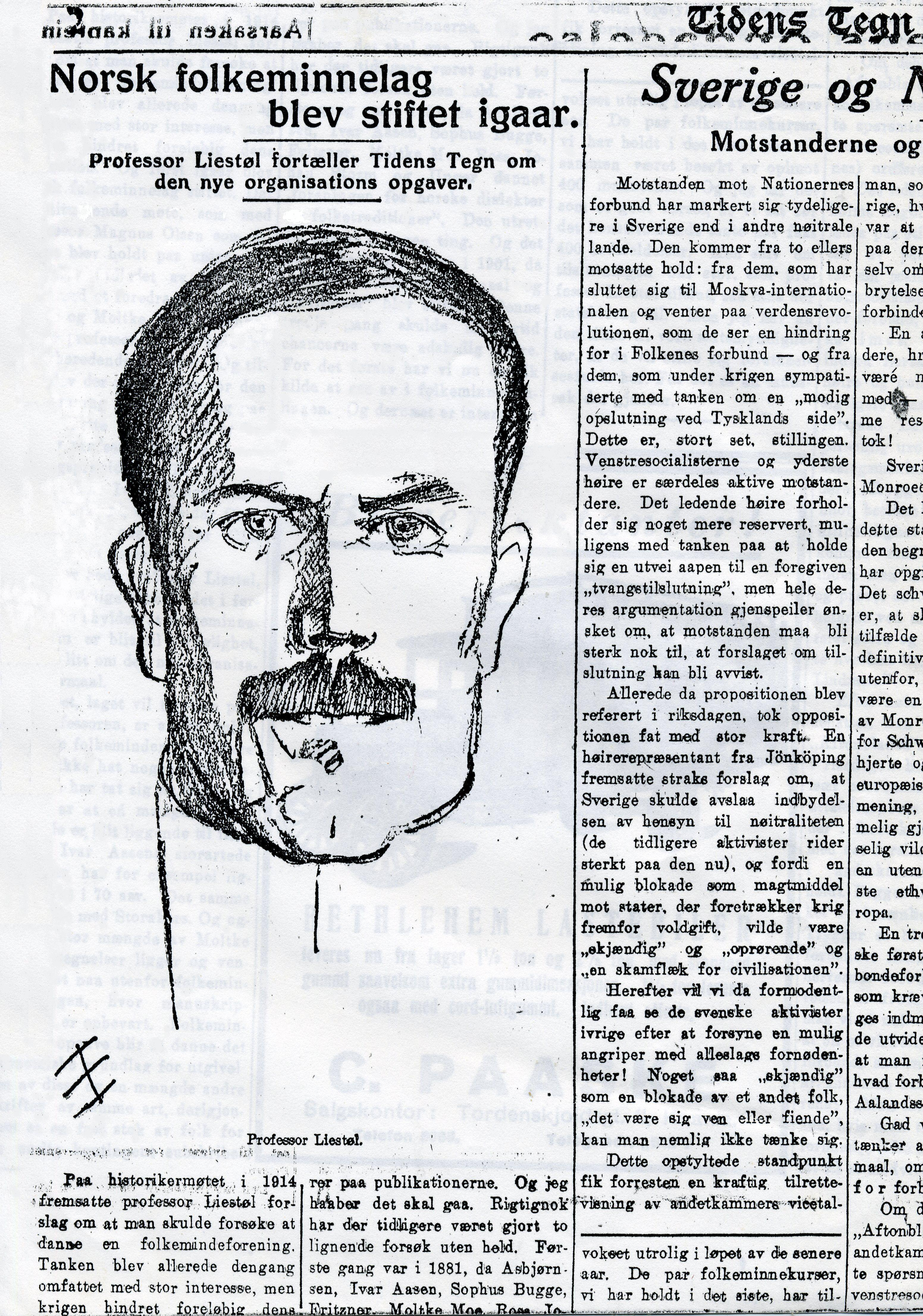
Knut Liestøl.

Knut Liestøl, född 13 november 1881 i Åseral, död 26 juni 1952 i Oslo, var en norsk folklorist och politiker.
Liestøl blev student 1902, cand. mag. 1908, docent i landsmål vid Kristiania universitet 1909, filosofie doktor 1915 på avhandlingen Norske trollvisor og norrøne sogor och var professor i norsk folkminnesvetenskap 1917–51. Han grundlade 1914 Norsk Folkeminnesamling och 1920 Norsk Folkeminnelag, där han var sekreterare från stiftandet intill 1951. Han tillhörde 1938–52 även styrelsen för Norsk Folkemuseum. Han var ledamot av 1913 och 1916 års rättskrivningskommittéer.
Förutom en lång rad viktiga avhandlingar om folkloristiska, litteraturhistoriska och språkliga ämnen, till största delen tryckta i "Maal og Minne", "Syn og Segn" och "Edda", utgav Liestøl i bokform Norsk folkedikting (1914, ny upplaga 1922) och Norske ættesogor (1922). År 1912 utgav han tillsammans med Moltke Moe Norske folkevisor fraa millomalderen (I, 1920; II, 1922; III, 1923), en stor folkutgåva av folkvisor.
Som utgivare och restaurator av folkvisor förenade Liestøl ingående filologiskt och folkloristiskt vetande med högt utvecklad konstnärlig förmåga, liksom han var en av nynorskans yppersta stilister. Åren 1920–21 överförde han ett par små samlingar barnsagor av Peter Christen Asbjørnsen och Jørgen Moe till landsmål. Hans föredrag vid institutet for jämförande kulturforskning, Jamførende folkeminnegransking ved instituttet, utkom 1925 (i "Fire innledningsforelesninger"). 
I övrigt ombesörjde han en reviderad utgåva av "Norske folkedansar, utgjevne av Noregs Ungdomslag. 1. Dansevisor" (1923; tredje utökade upplagan 1925), och förestod utgivningen av Moltke Moes "Samlede Skrifter" (1925 ff.) År 1927 utkom Målreising, en samling artiklar och föredrag om språk och språkförbättring i Norge samt på Island och Färöarna, 1928 Utval av norske folkevisor til skulebruk och 1929 Upphavet til den islandske ættesaga. Tillsammans med Olav Brekke ombesörjde han en ny tvåbandsutgåva av Nordahl Rolfsens "Lesebok for Folkeskulen" (1928–29). 
Liestøl var 1925–26 ordförande i Noregs Mållag och 1933–35 kyrko- och undervisningsminister. År 1939 tilldelades han Fridtjof Nansens belønning for fremragende forskning.